# Erica Nixon
Erica Leigh Nixon, później Hooker (ur. 15 grudnia 1953) – australijska lekkoatletka, specjalizująca się w skoku w dal oraz pięcioboju, dziewięciokrotna mistrzyni kraju.
Lekkoatletą był także jej mąż – Bill Hooker. Ich syn – Steve Hooker to złoty medalista igrzysk olimpijskich i mistrzostw świata w skoku o tyczce.

## Osiągnięcia
- 2 srebrne medale Igrzysk Konferencji Pacyfiku w skoku w dal (Toronto 1973 i Canberra 1977)
- srebro w skoku w dal podczas Igrzysk Wspólnoty Narodów (Edmonton 1978)
- trzy srebrne medale mistrzostw Australii w kategorii juniorów (1970 – pięciobój i 1967 – skok w dal oraz pięciobój)
- 13 medali seniorskich mistrzostw Australii:
  - 1972 – dwa srebrne medale (skok w dal & pięciobój)
  - 1973 – dwa złote medale (skok w dal & pięciobój)
  - 1974 – dwa złote medale (skok w dal & pięciobój)
  - 1975 – dwa złote medale (skok w dal & pięciobój)
  - 1976 – dwa złote medale (skok w dal & pięciobój)
  - 1977 – złoto w pięcioboju oraz srebro w skoku w dal
  - 1978 – srebro w skoku w dal

22 marca 1972 Nixon wyrównała, rezultatem 6,33 rekord Australii w skoku w dal (Helen Frith, 1965). Pięć miesięcy później wynik ten poprawiła Lynette Tillett skacząc 6,60.

## Rekordy życiowe
- skok w dal – 6,58 (1978)